# كبل الألياف الضوئية

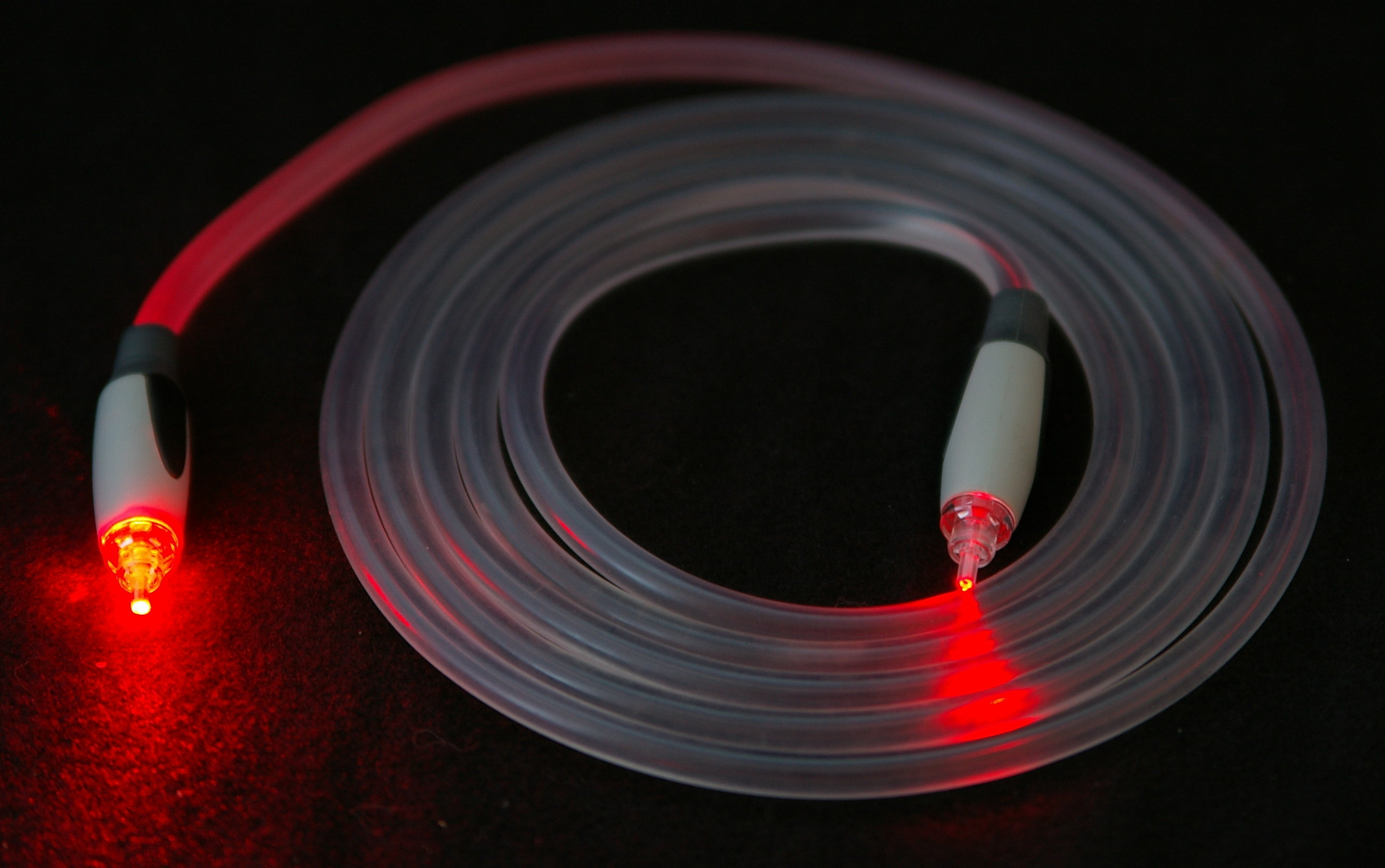
كَبل الألياف الضوئية TOSLINK مع وصلة واضحة. تستخدم هذه الكبلات بشكل أساسي للاتصالات الصوتية الرقمية بين الأجهزة.

يعد كَبْل أو كابِل الألياف الضوئية، والمعروف أيضًا باسم كَبل الألياف البصرية (بالإنجليزية: Fiber Optic Cable) ولكن تحتوي على واحد أو أكثر من الألياف التي تحمل الضوء تعرف باسم «الألياف الضوئية». تكون مكونات هذه الألياف مغلفة بشكل منفرد لكل ليف (جزء) بطبقة بلاستيكية ومحفوظة داخل انبوب واقي مناسب للبيئة التي سوف يستخدم فيها الكَبل. أنواع مختلفة من الكَبل يمكن استخدامها لاغراض متنوعة، على سبيل المثال؛ الاتصال عن بعد طويل المدى، أو لتزويد شبكة نقل بيانات فائقة السرعة بين اجزاء مختلفة من مبنى/عدة مباني.

## كيف يعمل كبل الليف الضوئي
يعمل بشكل مشابه لعمل الكبل النحاسي ذي الأربع أزواج من حيث الفكرة، فالكبل النحاسي يعمل بإشارة كهربائية ووجود إشارة كهربائية يعني 1 وعدم وجود إشارة كهربائية يعني 0، وكبل اليف الضوئي يعمل بإشارة ضوئية، فوجود ضوء يعني 1 وعدم وجود إشارة ضوية يعني 0.

## التصميم

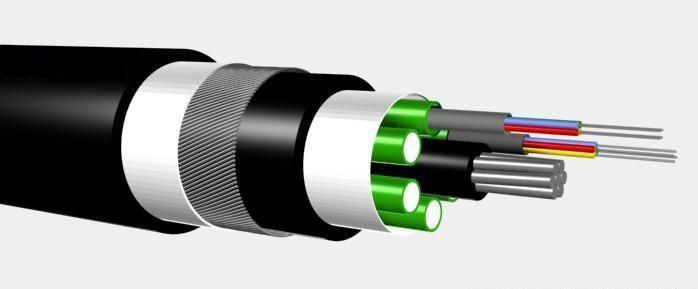
كَبل متعدد الألياف

يتكون كَبل الألياف الضوئية من طبقة مركز وطبقة كسوة، تم انتقائها من اجل الانعكاسات الداخلية التامة الناتجة من اختلاف معامل الانعكاس بين الطبقتين. في الاستخدامات العملية، عادة ما يتم طلاء الكسوة بطبقة من بوليمر أكريليت أو بوليميد. يحمي هذا الطلاء الألياف من التلف ولكنه لا يساهم في خصائص توجية الموجات الضوئية (دليل الموجات البصرية). تحتوي الألياف المطلية بشكل منفرد لكل ليف (أو الألياف المؤلفة على شكل شرائط أو حزم) على طبقة صمغية متينة عازلة (راتنجية) أو أنبوب/أنابيب محورية تنبثق من حولها لتشكل المحور. تتم إضافة عدة طبقات من غلاف الحماية، اعتمادًا على طبيعة الاستخدام، ويتم تجميعها كلها لتكوين الكَبل. يوضع في كبلات الألياف الصلبة بعض الأحيان زجاج ممتص للضوء (زجاج مظلم) بين حزم الألياف، وذلك لمنع الضوء المتسرب من الألياف من الدخول إلى آخر. وهذا يقلل من الحديث المتبادل (cross talk error: إحدى أنواع الاخطاء في نقل البيانات) بين الألياف، أو لتقليل التوهج في تطبيقات الألياف الضوئية لغايات التصوير.

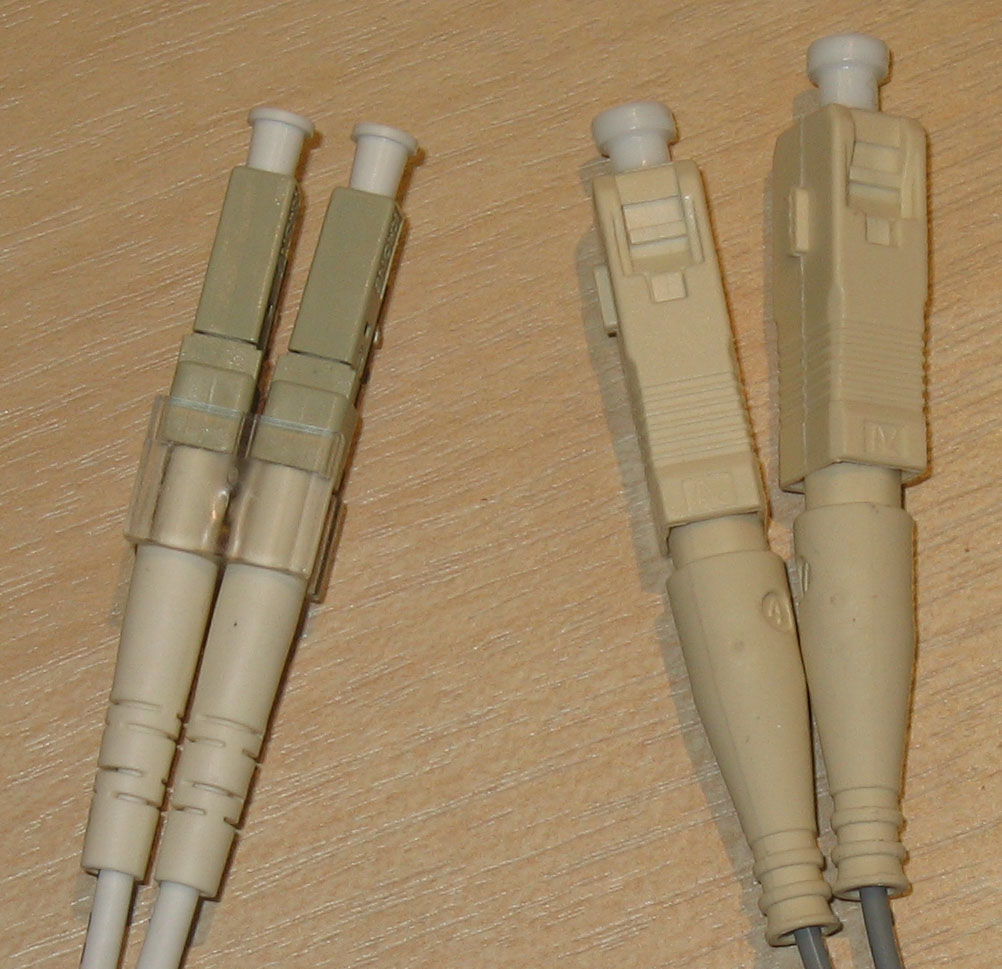
- يسار: موصلات LC / PC
- اليمين: موصلات SC / PC
جميع الموصلات الأربعة لها أغطية بيضاء تغطي الحلقات.

للإستعمالات الداخلية، يتم وضع ليف ضوئي مغلف عمومًا بجانب حزمة من الألياف المرنة التي تتمتع بقوة مشابهة للبوليمر مثل ألياف الأراميد (مثال: نسيج توارون أو نسيج كيفلار)، داخل غلاف بلاستيكي خفيف الوزن لتشكيل كَبل بسيط. كل كَبل مزود عند الأطراف بوصلة ألياف بصرية  خاصة لكي تسمح بتوصيلها وفكها بسهولة من معدات الاستقبال والإرسال.

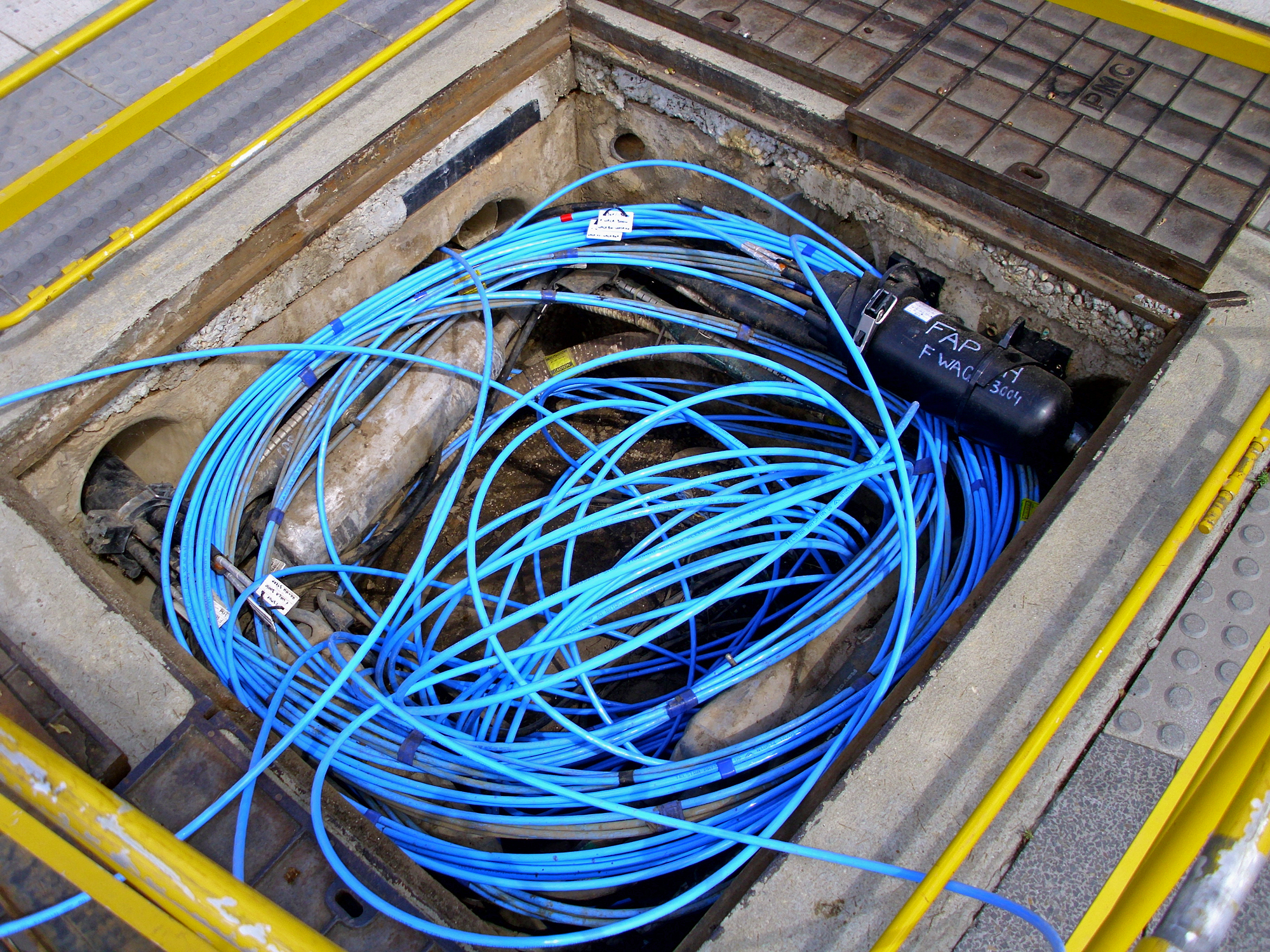
كبلات الألياف الضوئية في علبة تابعة لشركة تلسترا الأسترالية

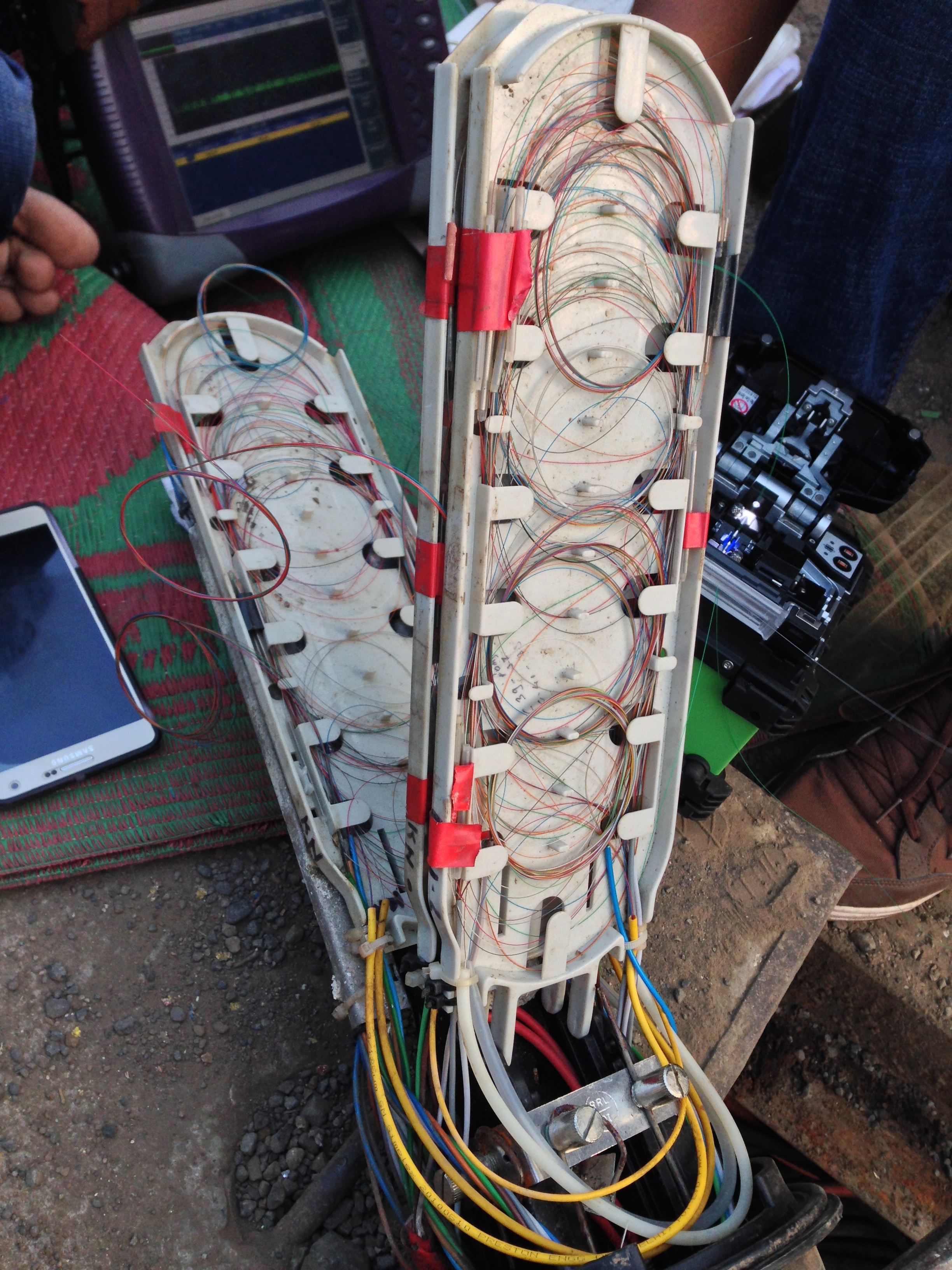
التحقيق في خلل في علبة توزيع كبلات الألياف الضوئية، في الصورة تظهر الألياف الشعرية للكبلات مرئية بشكل واضح

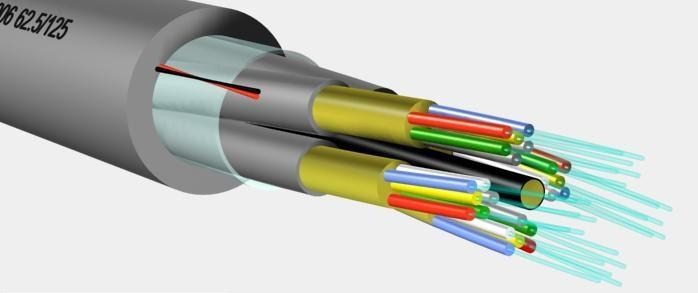
مخطط لكَبل ألياف ضوئية

لإستعمال في البيئات العسيرة، يتوجب إنشاء كَبل أكثرمتانة. خلال إنشاء أنابيب الكبلات المرنة 'فضفاضة' الحركة، يتم تمديد الألياف بشكل حلزوني إلى أنابيب شبه صلبة. مما يسمح للكَبل بالتمدد من غير تمدد الألياف بحد ذاتها، وبالتالي يقوم بحماية الألياف من قوى الشد أثناء التمديد والتمدد الناتج بسبب تغير درجات الحرارة. الكَبل مرن الحركة يمكن أن يكون بإحدى النوعين، إما جاف أو معبئ بالجل (الهلام)، النوع الأول يوفر حماية أقل من النوع المعبئ بالجل لكن تكلفته أوفر بصورة ملحوظة. بدلًا من استخدام الكَبل مرن الحركة، يمكن غمر الألياف داخل غطاء من البوليمر الثقيل، أو كما يعرف عادة بانشاء عازل محكم (Tight buffer construction). يتوفر هذا الكَبل بأنواع لاستعمالات متنوعة. ولكن اثنتين من أشهر هذه الأنواع هو كَبل «Breakout» و «Distribution»، يحتوي الأول بشكل أساسي على حبل تمزيق (ripcord)، اثنين من الأطراف المقويّة العازلة غير الموصلة (بالعادة تكون قضيب زجاج إيبوكسي)، غزل من ألياف الأراميد، وشريط عازل بسماكة 3 مم مع طبقة إضافية من أليفار الكيفلار تغلف كل ليف في الكَبل. حبل التمزيق هو حبل موازي للكَبل موقعه تحت الغطاء من أجل عملية إزالة الغطاء. أما النوع الثاني فيحتوي على غلاف كيفلار شامل، وحبل تمزيق (ripcord)، وطبقة طلاء عازل 900 ميكرومتر تحيط بكل ليف. يتم تجميع وحدات الألياف هذه عادةً مع أجزاء فولاذية لقوة إضافية، ومرة أخرى مع لفة حلزونية للسماح للتمدد.
من أبرز الاهتمامات في الكبلات الخارجية «المعرضة للهواء» حماية الألياف من التلوث بالماء. ويتم ذلك عن طريق استخدام الحواجز الصلبة مثل الأنابيب النحاسية، وهلام طارد للماء أو مسحوق يمتص الماء يحيط بالألياف.
أخيرًا، قد يكون الكَبل مدرعًا لحمايته من المخاطر البيئية، مثل أعمال البناء أو الحيوانات القاضمة. يتم تثبيت الكبلات البحرية بشكل أمتن في الأجزاء القريبة من الشاطئ لحمايتها من مراسي القوارب ومعدات الصيد وحتى من أسماك القرش، والتي قد تنجذب إلى الطاقة الكهربائية التي يتم نقلها لتزويد مضخمات الطاقة أو المكررات في الكَبل بالطاقة الكهربائية.
تأتي الكبلات الحديثة في مجموعة واسعة من الأغلفة والدروع، المصممة للتطبيقات مثل الدفن المباشر في الخنادق، والاستخدام المزدوج كخطوط طاقة، والتركيب في القناة، والانتقال/التحويل إلى أعمدة الهاتف الجوي، وتوصيلات الغواصات، والتمديد في الشوارع المعبدة.

## القدرة والسوق
في سبتمبر عام 2012، أظهرت شركة NTT اليابانية أن كَبل ألياف واحد كان قادرًا على نقل واحد بيتابت في الثانية (1015 بت/ثانية) على مسافة 50 كيلومتر.
كبلات الألياف الضوئية الحديثة يمكن ان تحتوي على الآف الألياف في كَبل واحد مع إمكانية وصول سرعة النقل إلى أكثر من تيرابايت في الثانية الواحدة، في بعض الحالات فقط جزء صغير من الألياف في الكيببلات يمكن أن تكون مضاءة (مستعملة) بالفعل، الشركات يمكن أن تقوم ببيع الألياف غيرالمستعملة لشركات أخرى تود توفير خدمة اتصال داخل أو عبر المنطقة، هذه الشركات يمكن أن تقوم بالإفراط في بناء شبكات أكبر من حاجتها بهدف تملك شبكة اتصال كبيرة من الألياف غير المستعملة (أو ما يعرف بالألياف الداكنة) بغرض البيع مما يقلل من الحاجة الإجمالية للحفر وأخذ التصاريح من البلديات، كما أنهم من الممكن أن يقوموا بتخفيض الاستثمارعمدًا (الإستثمار المتعمد) لمنع منافسيهم من الربح من استثمارهم.
الكَبل المفرد أحادي المقطع الذي يحتوي على أكبرعدد ألياف الذي يتم تصنيعه عادة يحتوي على 864 ليف. ويتكون من 36 حزمة كل منها تحتوي على 24 ليف ضوئي.

## روابط خارجية
- رابطة الألياف البصرية دليل مرجع FOA إلى الألياف البصرية
- اختبار كبلات الألياف البصرية بدقة